# Kishin Shinoyama
Kishin Shinoyama (篠山 紀信, Shinoyama Kishin) est un photographe japonais né le 3 décembre 1940 dans l'arrondissement de Shinjuku à Tokyo et mort le 4 janvier 2024.

## Biographie
Fils d'un moine bouddhiste, et originellement destiné à suivre les pas de son père, il change de voie et étudie la photographie à l'Université Nihon de Tokyo de 1961 à 1963. Entre 1961 et 1968, il travaille pour l'agence de communication tokyoïte Light-House. Il devient photographe indépendant dès 1968, travaillant dans le domaine de la mode, du sport, de la presse et continuant à faire de la publicité. Il est élu en 1970 photographe de l'année par l'Union des photographes japonais. De manière plus générale il est considéré comme un des photographes japonais les plus importants de sa génération. Il doit également sa célébrité à la fameuse photo du baiser de John Lennon et Yoko Ono, photo qui figure sur la pochette de leur album Double Fantasy
.
En 1991, le photobook Santa Fé consacré à l'actrice et chanteuse Rie Miyazawa est un des plus grands succès de librairie de l'année avec 1,5 million d'exemplaires. 
Kishin Shinoyama s'est marié à la chanteuse Saori Minami (en), leur second fils est l'acteur Akinobu Shinoyama (ja). Il meurt le 4 janvier 2024 à l'âge de 83 ans dans un hôpital de Tokyo,.

## Style
Il est surtout connu comme photographe de nu. Ses nus sont généralement considérés comme marquant une rupture avec un certain académisme, ce à cause d'une forte stylisation des corps : Shinoyama appréhende la photographie de nu comme un exercice de modelage, presque à la manière d'un sculpteur. Il en résulte que ses nus apparaissent parfois comme des formes abstraites, particulièrement dans la série Shinorama.

## Séries

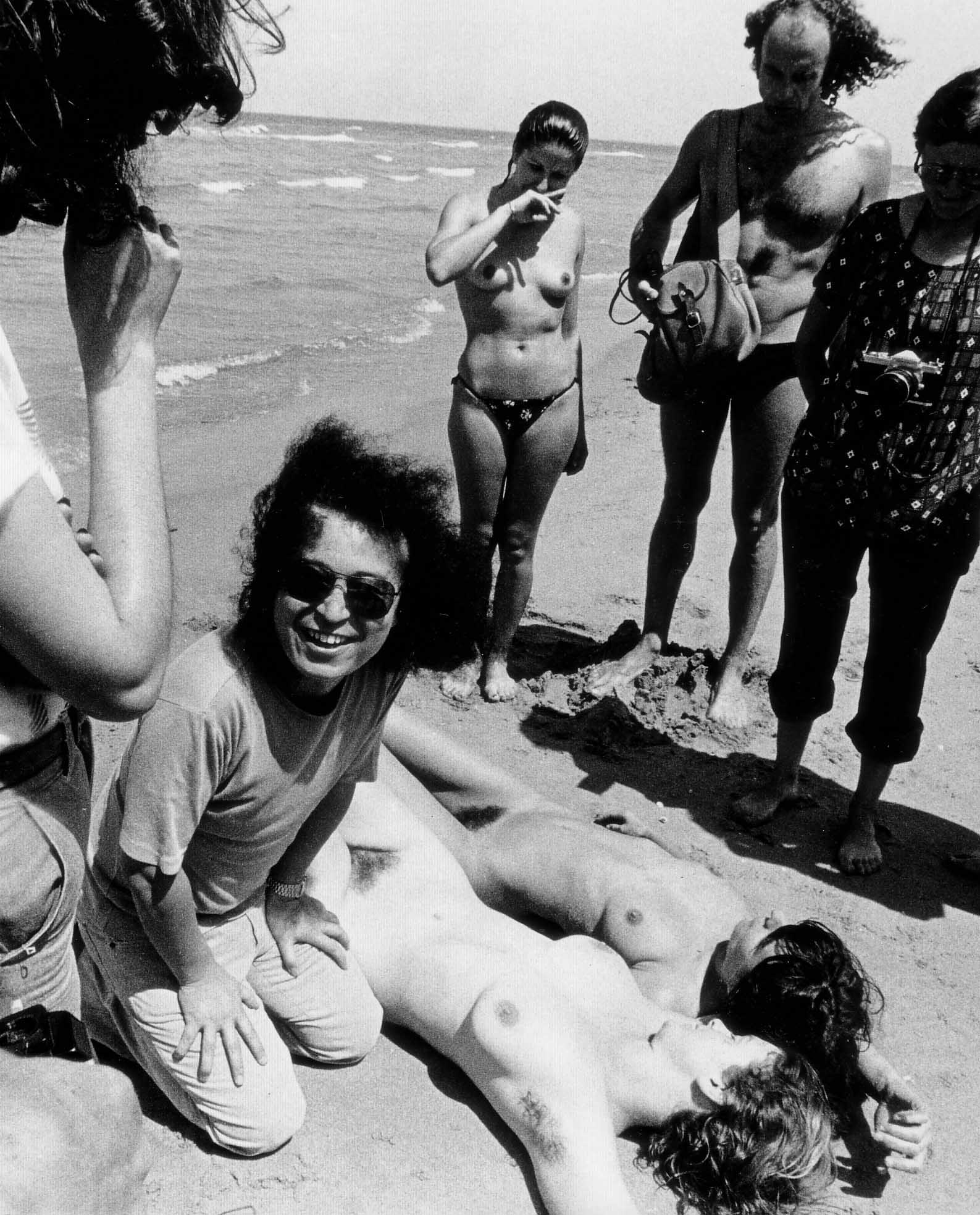
Kishin Shinoyama (à genoux à gauche) en 1975 en France à l'occasion des 6e Rencontres internationales de la photographie d'Arles. La photographie a été prise pendant une séance de travail parallèle au festival aux Saintes-Marie de la mer.

Il est très connu pour sa série de photographies sur la maison de tatouages de Yokohama, faite en 1974, et qui fit parler de lui dans le monde entier. Dans la série Tanjo (La naissance), il continue son étude du corps humain en photographiant des nus sur une plage de Tokunishima. Rompant temporairement avec le nu, il fit une série de photographies sur les maisons et les jardins japonais, qui plongeait dans l'intimité du mode de vie japonais.
En 1985 il publie Shinorama, une série dans laquelle il photographie des danseurs nus à l'aide de neuf appareils actionnés simultanément, ce qui crée des images elles aussi composées de neuf parties. En 1990 dans sa série Nu de Tokyo, il s'essaie au grand format. Dans cette série, il photographie des nus dans des vues panoramiques; cette série, grâce à ces vues panoramiques, à l'agencement particulier des corps, et à l'éclairage artificiel, crée une sorte d'univers surréel à l'atmosphère étrange.
Concernant cette apparente passion pour le thème du corps humain, Shinoyama a déclaré : « Mon thème préféré est l'homme et je m'efforce de photographier tous les aspects de son corps et aussi tout ce qu'il ressent, sans oublier de dépeindre l'élément temps de l'action. Cette notion de temps est inséparable de chacun de ses mouvements, de chacun de ses gestes. ».